# Diabetická neuropatie
Diabetická neuropatie je nezánětlivé poškození funkce a struktury periferních nervů vlivem dlouhodobě zvýšené glykémie (hyperglykémie) při diabetu. Mohou být poškozeny jak nervy motorické, senzitivní, tak i vegetativní. Jde o nejčastější chronickou komplikaci diabetu.

## Projevy
Podle míry a typu poškození nervů se diabetická neuropatie projevuje různými klinickými příznaky jako:
- poruchou srdeční frekvence a krevního tlaku (posturální hypotenze), nebolestivým infarktem myokardu
- poruchou funkce trávicího systému (vyprazdňování žaludku, průjmy)
- poruchou erekce a vyprazdňování močového měchýře
- nadměrným pocením v horní polovině těla a sníženým pocením v dolní polovině těla
- poruchou zornicových reakcí
- porušením vnímání hypoglykémie
- poruchou vylučování některých hormonů (somatostatin, pankreatický polypeptid, glukagon, katecholaminy)

Diabetická neuropatie je také, spolu s ischemií a infekcí, často podkladem vzniku syndromu diabetické nohy.

## Diagnostika
V diagnostice diabetické neuropatie jsou využívány tyto základní lékařské postupy:
- anamnéza
- objektivní nález (testy motorických a senzitivních funkcí hlavových a končetinových nervů, vyšetření poruch citlivosti na končetinách kalibrovanou ladičkou, biothesiometrem a další)
- elektromyografie
- kožní biopsie

## Prevence a léčba
Terapie je zaměřena především na prevenci vzniku neuropatie (primární prevence) nebo zpomalení rozvoje onemocnění (sekundární prevence). Důkazy o reparaci významně postižených tkání u nemocných s dlouhodobým trváním diabetu jsou zatím jen nečetné.
Prevencí vzniku diabetické neuropatie je dobrá kompenzace diabetu (vyrovnané hladiny glykémie v optimálních hodnotách). Řada lékařských studií také dokládá, že zlepšení špatné kompenzace (kontrola glykémie, omezení hyperglykémie) diabetu může působit na zlepšení neuropatie.
Dále se využívá nebo zkouší řada specifických léků a terapeutických postupů:
- inhibitory aldózoreduktázy (sorbinil, tolrestat, zopolrestat aj.) zatím ukazují jen slabé výsledky, ale jsou dále studovány[7]
- kyselina alfa-lipoová[8]
- benfotiamin[9]
- esenciální mastné kyseliny[10]
- vasodilatační léky (při mikroangiopatii vasa nervorum; pentoxyphyllin, sulodexid, naftidrofuryl)[3]

Specifickou oblastí terapie je léčba bolesti u bolestivých forem diabetické neuropatie – léčba neuropatické bolesti. Základním opatřením je dosažení vyrovnaných glykémií, ve specifické léčbě jsou využívány:
- tricyklická antidepresiva (amitriptylin, nortriptylin, imipramin, desipramin)
- antikonvulziva (karbamazepin, gabapentin)
- opioidy a opiáty (tramadol, oxycodon)
- myorelaxancia (baclofen)

Neuropatická bolest obvykle není léčitelná běžnými analgetiky a nesteroidními antirevmatiky. Dosavadní farmakologická léčba diabetické neuropatie a jejích bolestivých projevů nepřináší u velkého počtu pacientů úlevu, případně je úleva jen krátkodobá. Farmakologická léčba dlouhodobě prakticky selhává a obtíže přetrvávají i při dobré kompenzaci diabetu. Navíc farmakologická léčba postižení periferních nervů při diabetu (diabetická polyneuropatie) je finančně náročná.